# خلية بيضية أولية
خلية بيضية أولية أو بزرة البيضة أو سَليفات البيض هي خلية صغيرة ثنائية الصبغيات، والتي تشكل عند النضج جريبًا بدائيًا في الجنين الأنثوي أو المشيج الأنثوي (أحادي أو ثنائي الصبغيات) لبعض النباتات.

## في جنين الثدييات
يتم تشكيل الأوجونيا بأعداد كبيرة عن طريق الانقسام الفتيلي في وقت مبكر من تطور الجنين من الخلايا الجرثومية البدائية . تبدأ هذه الخلايا في التطور لدى البشر ما بين الأسبوع الرابع والثامن، وتوجد لدى الجنين ما بين الأسبوع الخامس والثلاثين.

#### بناءها
تكون البويضات الطبيعية في المبايض البشرية كروية أو بيضاوية الشكل وتوجد بين الخلايا الجسدية والبويضات المجاورة في مراحل مختلفة من التطور. يمكن تمييز الأوجونيا عن الخلايا الجسدية المجاورة، تحت المجهر الإلكتروني، من خلال ملاحظة نواتها. كما تحتوي النوى البيضية على مواد ليفية وحبيبية موزعة عشوائيًا، بينما تحتوي الخلايا الجسدية على نواة أكثر تكثيفًا مما يخلق مخططًا أغمق تحت المجهر. كما تحتوي الأنوية البيضية أيضًا على أنوية بارزة كثيفة. تظهر المادة الكروموسومية في نواة البيضة المنقسمة انقساميًا على شكل كتلة كثيفة محاطة بحويصلات أو أغشية مزدوجة.
يبدو سيتوبلازم الأوجونيا مشابهًا لسيتوبلازم الخلايا الجسدية المحيطة وبالمثل يحتوي على ميتوكوندريا مستديرة كبيرة مع قمم جانبية. ومع ذلك، فإن الشبكة الإندوبلازمية للأوجونيا غير متطورة للغاية، وتتكون من عدة حويصلات صغيرة. تحتوي بعض هذه الحويصلات الصغيرة على صهاريج تحتوي على الريبوسومات وتوجد بالقرب من جهاز جولجي، وتظهر الأوجونيا التي تتعرض للتنكس بشكل مختلف قليلاً تحت المجهر الإلكتروني. في هذه الأوجونيا، تتجمع الكروموسومات معًا في كتلة غير قابلة للتمييز داخل النواة، ويبدو أن الميتوكوندريا والشبكة الإندوبلازمية منتفختان ومضطربتان. توجد الخلايا البيضية المتحللة عادةً محاطة جزئيًا أو كليًا بالخلايا الجسدية المجاورة، مما يحدد البلعمة كطريقة للإزالة.

#### التطوير والتمايز
في الكيسة الأريمية للجنين، تنشأ الخلايا الجرثومية البدائية من الخلايا الخارجية القريبة. تنتقل هذه الخلايا الجرثومية بعد ذلك، عن طريق الحركة الأميبية، إلى التلال التناسلية وفي النهاية إلى الغدد التناسلية غير المتمايزة للجنين. خلال الأسبوع الرابع أو الخامس من التطور، تبدأ الغدد التناسلية في التمايز. في حالة عدم وجود الكروموسوم Y، سوف تتمايز الغدد التناسلية إلى مبايض. عندما يتمايز المبيضان، تتطور نموات داخلية تسمى الحبال القشرية. هذا هو المكان الذي تتجمع فيه الخلايا الجرثومية البدائية.
خلال الأسبوع السادس إلى الثامن من تطور الجنين الأنثوي (XX)، تنمو الخلايا الجرثومية البدائية وتبدأ في التمايز إلى بويضات. تتكاثر الأوجونيا عن طريق الانقسام الفتيلي خلال الأسبوع التاسع إلى الأسبوع الثاني والعشرين من التطور الجنيني. يمكن أن يصل عدد البيض إلى 600000 بيضة بحلول الأسبوع الثامن من التطور، ويصل إلى 7000000 بيضة بحلول الشهر الخامس. في النهاية، سوف تتحلل البويضة أو تتمايز إلى بويضات أولية من خلال الانقسام غير المتماثل. الانقسام غير المتماثل هو عملية انقسام ميتوزي تنقسم فيها خلية واحدة بشكل غير متساوٍ لإنتاج خلية واحدة ستصبح في النهاية بويضة من خلال عملية تكوين البويضات، وخلية واحدة هي بويضة متطابقة مع الخلية الأم. يحدث هذا خلال الأسبوع الخامس عشر إلى الشهر السابع من التطور الجنيني. تتحلل معظم البويضات أو تتمايز إلى بويضات أولية عند الولادة.
ستخضع البويضات الأولية لمرحلة التبويض والتي تدخل فيها إلى الانقسام الاختزالي. مع ذلك، يتم إيقاف الخلايا البيضية الأولية في الطور التمهيدي الأول من الانقسام الاختزالي الأول وتظل في تلك المرحلة المتوقفة حتى تبدأ مرحلة البلوغ لدى الأنثى البالغة. هذا على النقيض من الخلايا الجرثومية البدائية الذكرية التي تتوقف في مرحلة تكوين الحيوانات المنوية عند الولادة ولا تدخل في مرحلة تكوين الحيوانات المنوية والانقسام الاختزالي لإنتاج الخلايا المنوية الأولية حتى سن البلوغ عند الذكر البالغ.

#### مرحلة تكوين البويضات
يعتمد تنظيم الخلايا الجرثومية وتمايزها إلى خلايا المشيج الأولية في النهاية على جنس الجنين وتمايز الغدد التناسلية. في الفئران الإناث، يكون البروتين RSPO1 مسؤولاً عن تمايز الغدد التناسلية الأنثوية (XX) إلى مبايض. يقوم البروتين بتنشيط مسار إشارات بيتا-كاتينين بشكل تصاعدي وهي خطوة أساسية في تمايز المبيض. أظهرت الأبحاث أن المبايض التي تفتقر إلى البروتين ستظهر عكس جنس الغدد التناسلية، وتكوين الخصيتين وتمايز خلايا سيرتولي الجسدية، والتي تساعد في نمو الحيوانات المنوية.
بعد أن تتجمع الخلايا الجرثومية الأنثوية (XX) في الغدد التناسلية غير المتمايزة، فإن التنظيم الصعودي لـ Stra8 مطلوب لتمايز الخلايا الجرثومية إلى خلية بيضية ثم الدخول في الانقسام الاختزالي. أحد العوامل الرئيسية التي تساهم في زيادة تنظيم Stra8 هو بدء مسار إشارات عبر بيتا-كاتينين والبروتين وهو المسؤول أيضًا عن تمايز المبيض. نظرًا لأن البروتين يتم إنتاجه في الخلايا الجسدية، فإن هذا البروتين يعمل على الخلايا الجرثومية في وضع باراكريني. مع ذلك، فإن البروتين ليس العامل الوحيد في تنظيم Stra8. هناك العديد من العوامل الأخرى التي تخضع للتدقيق ولا تزال هذه العملية قيد التقييم.

#### الخلايا الجذعية البويضية
من المفترض أن البويضات إما تتحلل أو تتمايز إلى بويضات أولية تدخل مرحلة التبويض وتتوقف في الطور الأول من الانقسام الاختزالي الأول بعد الولادة. لذلك، يُعتقد أن إناث الثدييات البالغة تفتقر إلى مجموعة من الخلايا الجرثومية التي يمكنها التجدد أو التجديد، وبدلاً من ذلك لديها مجموعة كبيرة من البويضات الأولية التي تتوقف في الانقسام الاختزالي الأول حتى سن البلوغ. في سن البلوغ، تستمر خلية بيضية أولية واحدة في الانقسام الاختزالي في كل دورة شهرية. نظرًا لعدم وجود خلايا جرثومية متجددة وبويضة في الإنسان، فإن عدد البويضات الأولية يتضاءل بعد كل دورة شهرية حتى سن اليأس. مع ذلك، فقد حددت الأبحاث الحديثة أن البيض المتجدد قد يكون موجودًا في بطانة المبايض الأنثوية للبشر والقردة والفئران، ويُعتقد أن هذه الخلايا الجرثومية قد تكون ضرورية لصيانة البصيلات التكاثرية وتطور البويضة، حتى مرحلة البلوغ. قد تم اكتشاف أيضًا أن بعض الخلايا الجذعية قد تهاجر من نخاع العظم إلى المبايض كمصدر للخلايا الجرثومية الإضافية. تم التعرف على هذه الخلايا الجرثومية النشطة انقساميًا الموجودة في الثدييات البالغة من خلال تتبع العديد من العلامات التي كانت شائعة في البويضات. كما تم التعرف على هذه الخلايا الجرثومية المتجددة المحتملة على أنها إيجابية لهذه العلامات الأساسية للبويضة.
قد يكون اكتشاف هذه الخلايا الجرثومية النشطة والأوجونيا في الأنثى البالغة مفيدًا جدًا في تقدم أبحاث الخصوبة وعلاج العقم. تم استخراج الخلايا الجرثومية وعزلها وزراعتها بنجاح في المختبر. لقد تم استخدام هذه الخلايا الجرثومية لاستعادة الخصوبة لدى الفئران من خلال تعزيز إنتاج البصيلات وصيانتها لدى الفئران التي كانت تعاني من العقم سابقًا. تجري أيضًا أبحاث حول إمكانية تجديد الخط الجرثومي في الرئيسيات، يمكن أن تكون الخلايا الجرثومية الأنثوية البشرية النشطة مفيدة جدًا لطريقة جديدة لتطوير الخلايا الجذعية الجنينية التي تنطوي على نقل النواة إلى البويضة الملقحة. كما تساعد استخدام هذه الخلايا البيضية الوظيفية في إنشاء سلالات خلايا جذعية خاصة بالمريض باستخدام هذه الطريقة.

## الجدل
هناك جدل كبير بشأن وجود الخلايا الجذعية البويضية الثديية. تكمن القضية في البيانات السلبية التي صدرت عن العديد من المختبرات في الولايات المتحدة، لقد أسفرت العديد من الطرق للتحقق من وجود الخلايا الجذعية البويضية عن نتائج سلبية، ولم تتمكن أي مجموعة بحثية في الولايات المتحدة من إعادة إنتاج النتائج الأولية.

## في النباتات المائية
في علم الطحالب وعلم الفطريات، يشير مصطلح البويضة إلى المشيج الأنثوي إذا حدث اتحاد المشيج الذكري (المتحرك أو غير المتحرك) والمشيج الأنثوي داخل هذا الهيكل. في الطلائعيات البيضية وبعض الكائنات الحية الأخرى، تكون البويضات الأنثوية وما يعادلها من البويضات الذكرية، نتيجة للتبويض الجنسي، أي تطور الهياكل التي سيحدث الانقسام الاختزالي داخلها. يتم تشكيل النوى أحادية الصيغة الصبغية (الأمشاج) عن طريق الانقسام الاختزالي داخل الخلايا البيضية والأمشاج، وعندما يحدث الإخصاب، يتم إنتاج بوغ ثنائي الصيغة الصبغية والذي سوف ينبت في النهاية إلى المرحلة الجسدية ثنائية الصيغة الصبغية من دورة حياة النبات.

#### بناءها
أوجونيا بعض أنواع النباتات عادة ما تكون مستديرة أو بيضاوية الشكل، ومحتوياتها مقسمة إلى عدة كرات أحادية النواة. هذا على النقيض من الأنثريديا الذكرية التي تكون مستطيلة وتحتوي على العديد من النوى. في الأنواع غير المتجانسة ، تقع البويضات والأنثريديا على فروع الخيوط الفطرية لمستعمرات مختلفة من النباتات. لا يمكن تخصيب أوجونيا هذا النوع إلا بواسطة أنثيريديا من مستعمرة أخرى.

#### إخصابها
في طريقة شائعة للإخصاب موجودة في أنواع معينة من النباتات المائية، ترتبط الأنثريديا بالأوجونيا. ثم تشكل الأنثيريديا أنابيب إخصاب تربط سيتوبلازم الأنثيريديا بكل كرة بيضوية داخل البيضة، يتم بعد ذلك نقل النواة أحادية الصيغة الصبغية من المبيض عبر أنبوب الإخصاب إلى الغلاف البيضوي، وتندمج مع النواة أحادية الصيغة الصبغية في الغلاف البيضوي لتكوين جراثيم بيضوية ثنائية الصيغة الصبغية. ثم تصبح الجراثيم جاهزة للإنبات والتطور إلى مرحلة جسدية ثنائية الصبغيات للبالغين.